# You Didn't Have to Be So Nice
«You Didn't Have to Be So Nice» es una canción de la banda estadounidense The Lovin' Spoonful. Fue publicada el 14 de enero de 1966 a través de Pye Records como el sencillo principal de su segundo álbum de estudio, Daydream (1966).

## Escritura y temática
La canción fue escrita por el vocalista John Sebastian y el bajista Steve Boone. De acuerdo a Boone, la canción se inspiró en la fotógrafa de celebridades de la década de 1960 Nurit Wilde. La letra expresa gratitud por la amabilidad y consideración de un amante, incluso ante las dificultades y los desafíos.

## Composición y arreglos
La canción fue compuesta en un compás de 4
4 con un tempo de 120 pulsaciones por minuto y está escrita en la tonalidad de fa mayor. Las voces van desde C4 a C5. Musicalmente, «You Didn't Have to Be So Nice» ha sido descrita como una canción de folk rock, pop, y rock. La canción presenta la voz “cálida y acogedora” del vocalista principal John Sebastian y una melodía “pegadiza y optimista”.

## Legado
Un escritor no especificado de la revista Billboard comentó que el sencillo tenía “[una] buena letra y un fuerte ritmo de baile”. El sitio web Singersroom clasificó a «You Didn't Have to Be So Nice» en la posición #82 en su lista de “las 100 mejores canciones de 1965”. La canción ha sido citada como inspiración para la composición de la canción de The Beach Boys de 1966, «God Only Knows».

## Posicionamiento
| Gráfica (1965–66)                  | Pico de posición |
| ---------------------------------- | ---------------- |
| Canadá (RPM Top Singles)           | 2                |
| Estados Unidos (Billboard Hot 100) | 10               |
| Estados Unidos (Cashbox Top 100)   | 11               |